# Émile Bergerat
Émile Bergerat, pseudonimo di Auguste Émile Bergerat (Parigi, 29 aprile 1845 – Neuilly-sur-Seine, 13 ottobre 1923), è stato un saggista, critico teatrale e drammaturgo francese.

## Biografia

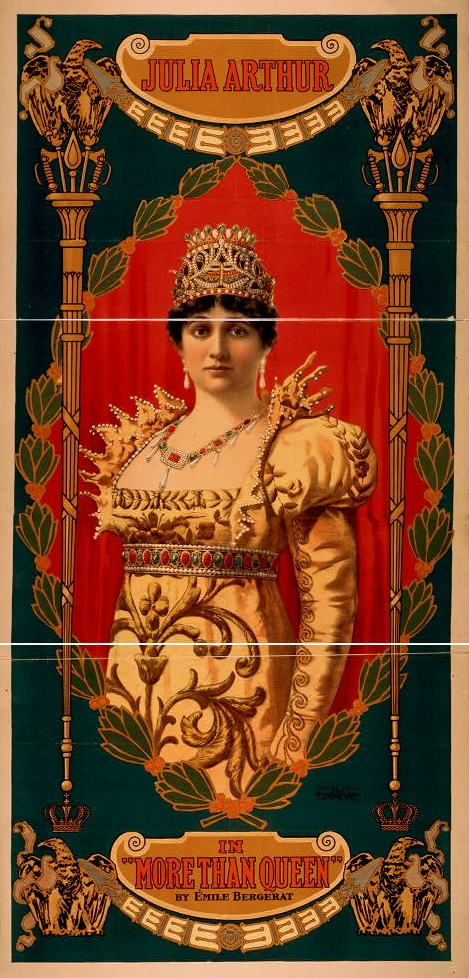
Julia Arthur in More Than Queen di Bergerat, versione in inglese di Plus que Reine (1899)

Émile Bergerat nacque a Parigi il 29 aprile 1845, figlio di Jean Augustin Bergerat (1812-), produttore di prodotti chimici, e di Cécile Eugénie Peyrot (1827-).
Sposò nel 1872 Estelle Julia Gautier (28 novembre 1847-1914), figlia di Jules Pierre Théophile Gautier (30 agosto 1811-23 ottobre 1872), scrittore, e di Ernesta Giuseppina Jacomina detta Ernestine Grisi (25 ottobre 1816-9 dicembre 1895), cantante.
Émile Bergerat e sua moglie ebbero due figli: Théo Bergerat, regista e cronista radiofonico, e una figlia, Herminie.
Giornalista di talento, Émile Bergerat collaborò con il Voltaire sotto lo pseudonimo di Homme masqué, e con Le Figaro, dove i suoi articoli come recensore firmati Caliban risultarono popolari, e dove dipinse alcuni fra i suoi scritti più pregevoli.
I suoi lavori spaziarono in tutti i generi: le poesie Poèmes de la guerre (1871), Enguerrande (1884) che ispirò un dramma lirico nel 1892, La lyra comique (1889), La lyre brisée (1903), il romantico Faublas malgré lui (1883), i drammi Manon Roland (1896), di cui si sarebbe ricordato Giovacchino Forzano per la sua Madame Roland, La nuit bergamasque (1887), Premier Baiser (1889), Capitaine Fracasse (1896), riduzione per il teatro del Le capitaine Fracasse di Théophile Gautier, del quale fu genero,e dal quale ereditò la nitida e perentoria scrittura oltre che il caustico e spiritoso gusto polemico, Plus que reine, dramma in cinque atti e un prologo, rappresentato al Théâtre de la Porte Saint-Martin il 29 marzo 1899,La Pompadour (1901).
Inoltre pubblicò studi critici riguardanti la pittura decorativa di Paul Baudry (1875), un commosso libro di ricordi intitolato Théophile Gautier. Entretiens, souvenirs et correspondance (1879), e un interessante, per la ricchezza di aneddoti e di memorie, Souvenirs d'un enfant de Paris (1911-1912), nei quali espresse il meglio del suo talento.
Fu nominato cavaliere il 31 dicembre 1888 e ufficiale il 14 dicembre 1900 della Legion d'onore.
Una delle sue peculiarità letterarie fu di aderire e proseguire con il dramma romantico, con una predilezione per le vicende storiche, in un periodo in cui si stava diffondendo il verismo. Nonostante questo, numerosi suoi copioni vennero rappresentati al Théâtre-Libre di André Antoine, che del verismo fu un promotore, a dimostrazione della bontà del lavoro di Bergerat.

## Opere
- Les cuirassiers de Reichshoffen (Lemerre, 1871);
- A. Chateaudun (Lemerre, 1871);
- Poèmes de la guerre 1870-1871 (1871);
- Les Provinciales (1871);
- Enguerrande, poema drammatico (1884);
- Bébé et Cie (1884);
- Le Viol (Ollendorff, 1885);
- Vie et aventures du sieur Caliban. 1884-85 (1886);
- Le Livre de Caliban (Lemerre, 1887);
- Le Petit Moreau, romanzo (1887);
- Figarismes de Caliban (Lemerre, 1888);
- L'Amour en République, étude sociologique, 1870-1889 (1889);
- Le Cruel Vaten-guerre, mémoires d'un grand homme, recueillis, orthographiés et mis en un beau désordre par Caliban. Çi est le premier livre, intitulé la Bataille du Gravase (1889);
- Le Rire de Caliban (Charpentier, 1890);
- La Chasse au mouflon, ou Petit Voyage philosophique en Corse (Delagrave, 1891);
- L'Espagnole (Conquet, 1891);
- Les Chroniques de l'homme masqué (1892);
- Les Soirées de Calibangrève (1892);
- Le Salon de 1892 : Champs-Élysées (1892);
- Le Faublas malgré lui (1893);
- Les Drames de l'honneur. Le Chèque, romanzo (1893);
- Les Drames de l'honneur. La Vierge, romanzo (1894);
- Faublas malgré lui (1903);
- Contes de Caliban (1909);
- Ballades et sonnets (1910);
- Les Amours de Violette, romanzo (1910);
- Les Contes facitieux (1910);
- Glanes et javelles, rimes nouvelles, 1910-1914 (1914);
- Trente-six contes de toutes les couleurs (1919).

### Teatro
- Une Amie, commedia in un atto e in versi, Parigi, Comédie-Française, 9 settembre 1865;
- Père et mari, dramma in tre atti e in prosa, Parigi, Théâtre de Cluny, 21 giugno 1870;
- Séparés de corps, commedia in un atto e in prosa, Parigi, Théâtre du Vaudeville, 11 marzo 1874;
- La Nuit bergamasque, tragicommedia in tre atti, Parigi, Théâtre-Libre, 30 maggio 1887;
- Le Premier Baiser, opera in un atto, Parigi, Comédie-Française, 20 maggio 1889;
- Le Capitaine Fracasse, commedia eroica in cinque atti e in versi, tratta dal romanzo di Théophile Gautier, Parigi, Teatro dell'Odéon, 10 ottobre 1896;
- La Burgonde, opera in quattro atti, scritto con Camille de Sainte-Croix, musiche di Paul Vidal, Parigi, Opéra national de Paris, 23 dicembre 1898;
- Plus que Reine, dramma in cinque atti e un prologo, Parigi, Théâtre de la Porte Saint-Martin, 28 marzo 1899;
- Théâtre (sei volumi, 1899);
- La Pompadour, commedia drammatica in cinque atti, un prologo e un epilogo, Parigi, théâtre de la Porte-Saint-Martin, 6 novembre 1901;
- Le Capitaine Blomet, commedia in tre atti, Parigi, Théâtre Antoine, 3 dicembre 1901;
- Petite mère, commedia in quattro atti, Parigi, théâtre du Vaudeville, 29 aprile 1903;
- La Fontaine de Jouvence, commedia mitologica in due atti e in versi, Parigi, Comédie-Française, 4 luglio 1906;
- Vidocq, empereur des policiers, commedia in cinque atti, Parigi, Théâtre de la Ville, 15 maggio 1910;
- L'Héritage d'Œdipe, commedia in due atti e un prologo e in versi, Comédie-Française, 5 maggio 1911;
- La Nuit florentine, commedia in quattro atti e in versi, adattamento libero de La mandragola di Niccolò Machiavelli, Parigi, théâtre de l'Odéon, 20 febbraio 1913.

### Memorie e saggi
- Souvenirs d'un enfant de Paris, 4 volumi, 1911-1913:
  - vol. 1 : Les Années de bohème, 1911; testo su Gallica
  - vol. 2 : La Phase critique de la critique, 1872-1880, 1912; testo su Gallica
  - vol. 3 : La Vie moderne — Le Voltaire — Le Nom — 1879-1884, 1913; texte sur Gallica
  - vol. 4 : Herminie — Caliban — La Nuit bergamasque — En guerrande — La Corse — Le Capitaine Fracasse — 1882-1890, 1913; testo su Gallica
- Peintures décoratives de Paul Baudry au grand foyer de l'Opéra, studio critico, prefazione di Théophile Gautier, 1875;
- Théophile Gautier, peintre : étude, suivie du Catalogue de son œuvre peint, dessiné et gravé, 1877;
- Théophile Gautier. Entretiens, souvenirs et correspondance, prefazione di Edmond de Goncourt e di Félix Bracquemond, 1879. testo della seconda edizione su Gallica